# 曹粹中

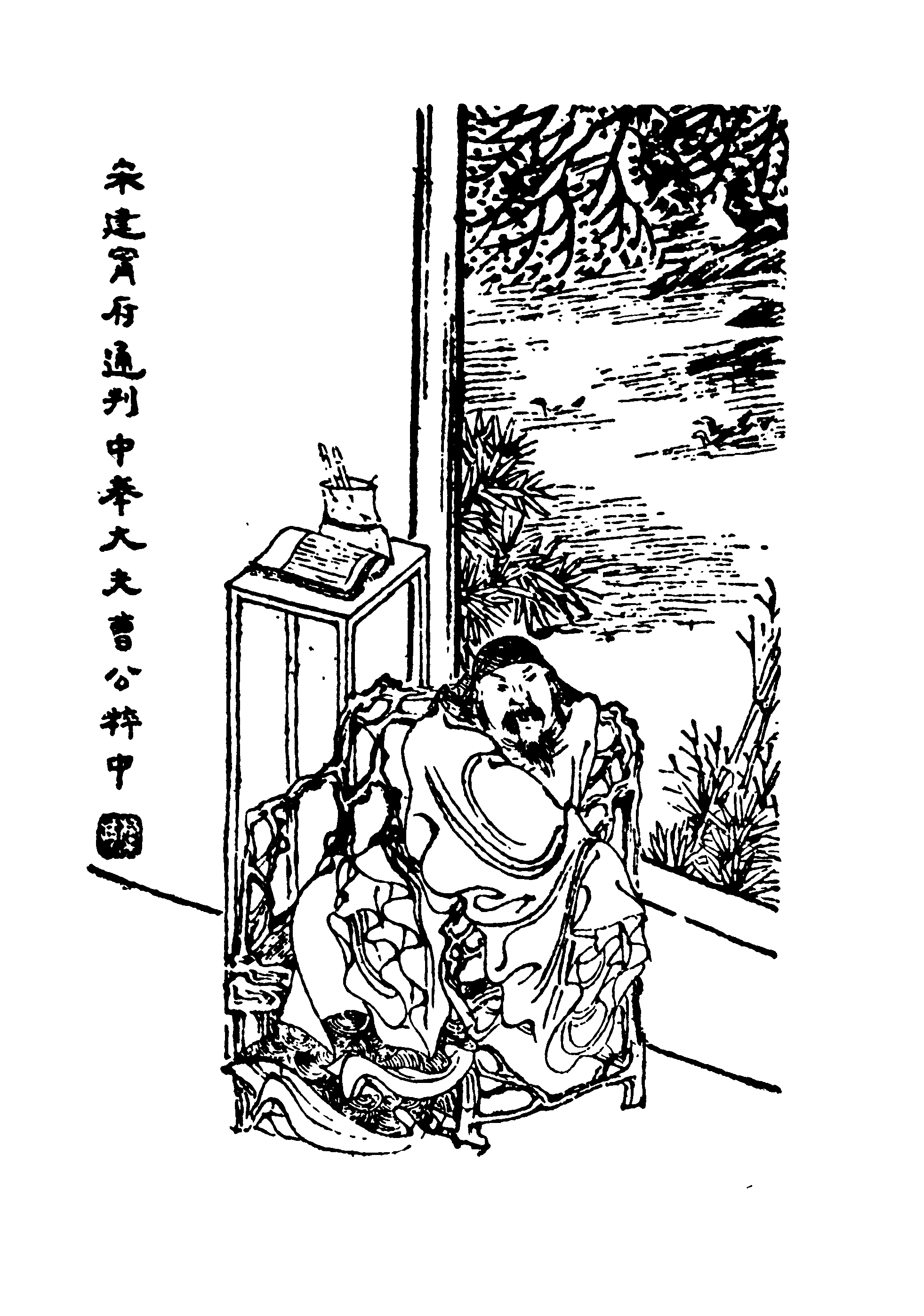
宋建寧府通判中奉大夫曹公粹中（清代畫家虞琴所繪，出自《四明人鑑》）

曹粹中（?—?），字纯老，自号放斋。定海（今属浙江宁波镇海）人。
宣和六年进士，授黄州教授。李光以女妻之。秦桧专权，李光為參知政事，秦檜欲透過李光召見粹中，堅辭不赴。私下对妻子说：“尊公的才能最终能为秦桧所容吗？”不久，李光果然被贬，自愧不如。粹中遂隐居不复仕出。張浚任相，起復通判建寧。有《詩說》三十卷，已佚。有子曹盅。

## 延伸閱讀
[在维基数据编辑]
 《四明人鑑·宋建寧府通判中奉大夫曹公粹中》，出自《四明人鑑》